# Mår
Mår är en form av humus som karaktäriseras av få grävande organismer och liten omblandning.
Det som skiljer mår från mull är, att under bildningsprocessen saknas de grävande, omrörande och gångbildande djuren, vilket gör att mår har en tydlig botten som visar all produktion av humus som skett.
Är mår bottnad på morän, har humussyror lakats ur neråt, och måren bildar det översta lagret i podsoljordarten. Om mår är bottnad på hälleberget är transporten utefter bergets fall, med litet olika utfall i bottenskiktet som resultat. I gränsen mellan berghäll och morän, följer blekjorden bergets fall, och rostjorden blir hård som pinnmo, närmast under.  
Mår finns i barrskogar och har ett lågt pH-värde på runt 4. På grund av det sura pH-värdet är nedbrytningsprocessen väldigt långsam, eftersom maskar och andra nedbrytare inte gillar den miljön. Mår har istället svampar, insektslarver och olika bakterier som bryter ner döda kvistar, barr och djur.